# دونگنووو
دونگنووو (به لهستانی:  Duninowo) یک روستا در لهستان است که در گمینا اوستکا واقع شده‌است. دونگنووو ۶۳۰ نفر جمعیت دارد.